# 红喉隐蜂鸟
红喉隐蜂鸟（学名：Phaethornis nattereri），是雨燕目蜂鸟科的一种鸟类。
红喉隐蜂鸟体重约3.1克，翼长约42.9毫米，嘴峰长约26.1毫米，喙宽度约2毫米，喙厚度约1.8毫米，跗蹠长约3毫米，尾长约46.4毫米。红喉隐蜂鸟在其分布区内为留鸟，其栖息在半开放的中等高度的林地中，食性为草食性，主要食物来源是植物的花蜜。
红喉隐蜂鸟分布于玻利维亚东部和巴西西南部、巴西东北部。该物种是单型物种，没有亚种分化。